# Trevor Mbakwe
Trevor Mbakwe (* 24. Januar 1989 in Saint Paul, Minnesota) ist ein ehemaliger US-amerikanisch-nigerianischer Basketballspieler.
Er spielte unter anderen in Deutschland für die Bundesligisten Bamberg und Ludwigsburg. Mit Bamberg wurde er 2015 deutscher Meister.

## Karriere
Nach dem Ende der Schulzeit in Minnesota bekam Mbakwe 2007 einen Studienplatz im Nachbarstaat Wisconsin an der Marquette University in Milwaukee, wo er für die Hochschulmannschaft Golden Eagles in der damaligen Big East Conference der NCAA spielte. Hier kam er wegen Kniebeschwerden nur zu wenigen Einsätzen und nach einem Trainerwechsel beendete er dort sein Studium und ging zunächst an das Miami-Dade College in Hialeah, wo er für die Sharks erfolgreich in der National Junior Collegiate Athletic Association (NJCAA) spielte. 2009 kehrte er in seine Heimatstadt zurück und war auch an der University of Minnesota eingeschrieben, ohne jedoch eine Spielberechtigung für die NCAA zu haben. Schließlich spielte er ab 2010 auch für die Golden Gophers der Hochschule in der Big Ten Conference, in der er zweimal 2011 und 2013 durchschnittlich die meisten Rebounds pro Spiel holte. 2011 nahm er mit der US-Studentenauswahl an der Sommeruniversiade teil und kam bei dem Turnier in Shenzhen auf den fünften Platz.
Wegen eines Kreuzbandrisses musste Mbakwe die Saison 2011/12 nach sieben Einsätzen beenden. Nachdem die Gophers ohne Mbakwe das Endspiel des National Invitation Tournaments 2012 erreicht hatten, erreichte man 2013 die Qualifikation zum landesweiten NCAA-Endrundenturnier, in dem die Gophers erstmals seit den skandalbelasteten 1990er Jahren die Auftaktrunde überstanden. Im zweiten Spiel verlor man dann jedoch gegen die favorisierten Gators der University of Florida.
Nachdem Mbakwe in der NBA-Draft 2013 von keinem Klub ausgewählt worden war, konnte er sich auch nicht über die NBA Summer League für einen Vertrag empfehlen. Schließlich unterschrieb Mbakwe einen Vertrag beim italienischen Vizemeister Virtus Rom. Im Eurocup scheiterte die Mannschaft in der Saison 2013/14 jedoch bereits in der Vorrunde unter anderem an den deutschen Mannschaften Alba Berlin und Telekom Baskets Bonn. Auch in der italienischen Meisterschaft kam man nur als Sechster in die Play-offs um den Titel, doch in der ersten Runde besiegte man den Dritten Pallacanestro Cantù glatt in drei Spielen. In der Halbfinalserie schied man jedoch nach nur einem Sieg in fünf Spielen gegen den bisherigen Serienmeister Montepaschi Siena aus. Zur Bundesliga-Saison 2014/15 wechselte Mbakwe zu den Brose Baskets nach Bamberg. Mit der Mannschaft wurde er deutscher Meister, im entscheidenden Endspiel gegen den FC Bayern München im Juni 2015 trug Mbakwe mit 20 Punkten und 13 Rebounds nennenswert zum Bamberger Sieg bei.
Er verließ die Franken nach diesem Erfolg und nahm ein Angebot von Maccabi Tel Aviv an. Mbakwe gewann mit Maccabi 2016 den israelischen Pokalwettbewerb. Nach Aufenthalten in Russland und wiederum Italien wechselte er Ende September 2018 zum Bundesligisten MHP Riesen Ludwigsburg. Bereits nach zehn Spielen kam es Mitte November 2018 wieder zur Trennung, da Mbakwe mit der ihm von Trainer John Patrick zugedachten Rolle nicht zufrieden war.
Mit 31 Jahren trat Mbakwe an der Benilde St. Margaret’s School in Minnesota eine Trainerstelle an.

## Erfolge
- 2015 Deutscher Meister mit den Brose Baskets
- 2016 Israelischer Pokalsieger mit Maccabi Tel Aviv